# 岳阳站
岳阳站位于中华人民共和国湖南省岳阳市站前路9号，岳阳楼附近，有京广铁路途经本站，于1994年10月启用，为广州局集团长沙车务段管辖的一等站，有“集团北大门”之称。

## 历史
岳阳老火车站现名南津港站，位于全家巷东边（今建设南路东侧），于1914年启用。启用时名为岳州站，1936年更名岳阳站。老岳阳站在1994年前为客货运一等站，站房面积1594平方米，设有3条到发线。由于该站客货运设施严重不足，路局及地方遂决定修建岳阳新客站，即今岳阳站。岳阳新客站于1991年6月动工，耗资2亿元人民币，其中岳阳市政府出资1.3亿元。
岳阳新客站于1994年10月1日竣工，并于10月8日9时启用，停靠的第一趟列车为广州到北京的16次特快列车。岳阳新客站启用后，老岳阳站更名岳阳南站，2024年又更名南津港站。2009年京广高速铁路开通后，车站客流逐渐被分流至岳阳东站。
岳阳车站曾经为广铁直属车站，管辖岳阳北站和原岳阳南站，后合并至长沙车务段。

## 车站结构

### 站房
岳阳站目前的站房于1994年投入使用，总建筑面积13170平方米，高20米。站房正面以“洞庭天下水”为主题，上部为蓝色玻璃幕墙，下半部分以白色瓷砖装饰，长223.5米，主体塔楼高40米。站房内设有大小共7座候车室，总面积3995.61平方米，远期规划最多可容纳6500人候车。
车站售票处位于站房左侧，设有15个售票窗口和若干自助售票机。车站广厅位于站房中部一层，面积430平方米，设有实名制验证处和安检。广厅和1站台间设有一座内花园和一座母子候车室。广厅左右各设有一个主候车室，检票后可直接通往1站台；两侧的楼梯可通至二层的两个主候车室和母子候车室。贵宾室和软席候车室位于站房右侧，设有独立的小花园。

### 站场
岳阳站共有7条股道，包括两条正线。站场内设有2座旅客站台，分别为一座岛式站台和一座侧式站台。两座站台均有站台柱雨棚覆盖，总面积132000平方米，客车到发线旁共设有80座上水井。站台和站房通过3座地道（旅客出站、行包、邮政）和一座天桥连接。
| 站场 | 侧线                             | 京广铁路上行列车通过线           |
| 站场 | 侧线                             | 京广铁路列车                     |
| 站场 | 侧线                             | 京广铁路列车                     |
| 站场 | 3站台                            | 京广铁路 往丰台方向（岳阳北）    |
| 站场 | 岛式站台                         |                                  |
| 站场 | 2站台                            | 京广铁路 往丰台方向（岳阳北）    |
| 站场 | 正线                             | 京广铁路下行列车通过线           |
| 站场 | 1站台                            | 京广铁路 往广州方向（岳阳南）    |
| 站场 | 侧式站台                         |                                  |
| 站房 | 售票、进站口、候车、检票口、出站 | 售票、进站口、候车、检票口、出站 |

## 使用情况
岳阳站是京广铁路的车站。日均办理旅客列车80余列。主要为广州站到发及京广铁路的各类旅客列车。每年旅客到发达390万人次。车站办理货运业务，是湘北、鄂南、渝东南旅客货物的重要集散地，每年货物发送量270万吨。